# NGC 3120
NGC 3120 is een balkspiraalstelsel in het sterrenbeeld Luchtpomp. Het hemelobject werd op 22 januari 1838 ontdekt door de Britse astronoom John Herschel.

## Synoniemen
- ESO 374-29
- MCG -6-22-17
- IRAS10031-3358
- PGC 29278